# ノー・ワーズ
「ノー・ワーズ」（No Words）は、1973年にポール・マッカートニー&ウイングス（Paul McCartney & Wings）が発表した楽曲。アルバム『バンド・オン・ザ・ラン』に主に収録されている。前曲『マムーニア』に間髪入れず始まるポールとデニーによるバラードでヴォーカルもこの2人が担当している。
ポールは1979年のウイングスのライヴでこの曲を再演した。

## 収録アルバム
- 『バンド・オン・ザ・ラン』